# Neolophonotus nanus
Neolophonotus nanus är en tvåvingeart som först beskrevs av Mario Bezzi 1906.  Neolophonotus nanus ingår i släktet Neolophonotus och familjen rovflugor.
Artens utbredningsområde är Eritrea. Inga underarter finns listade i Catalogue of Life.